# هال جيلسون
هال جيلسون (بالإنجليزية: Hal Gilson)‏ هو لاعب كرة قاعدة أمريكي، ولد في 9 فبراير 1942 في لوس أنجلوس في الولايات المتحدة.

## وصلات خارجية
- هال جيلسون على موقع دوري كرة القاعدة الرئيسي (الإنجليزية)
- هال جيلسون على موقعبيزبول رفرنس.كوم (الدوري الرئيسي) (الإنجليزية)
- هال جيلسون على موقعبيزبول رفرنس.كوم (الدوري الثانوي) (الإنجليزية)
- هال جيلسون على موقع مشجعي الرسوم البيانية (الإنجليزية)